# 회남서로
회남서로(淮南西路)는 송나라가 설치한 로 중 하나로 지금의 화이허 이남 ~ 장강 이북 안후이성 지역을 통치했다. 정강의 변 이전에는 1부 7주 2군을, 이후에는 2부 6주 4군을 통치했다.

## 행정 구역

### 여주(廬州)
망급주로 보신군절도(保信軍節度)가 파견되었다. 1108년(대관 2년), 급이 망급으로 격상되었다. 과거 회남서로 병마검할의 치소가 있었는데, 1128년(건염 2년) 본로안무사를 겸하게 되었다. 소흥초에 치소를 소현으로 옮겼다. 1166년(건도 2년)부터 1169년(건도 5년)까지 화주의 민정을 담당했다. 숭녕연간에는 83,056호, 178,359명이 살았다. 견직물, 밀랍, 석두를 공납으로 바쳤다. 3현을 두었다.
| 현명   | 한자   | 대략적 위치                        | 현급 | 비고                                                                  |
| ------ | ------ | ---------------------------------- | ---- | --------------------------------------------------------------------- |
| 합비현 | 合肥縣 | 허페이 시                          | 上   | 북송의 명재상 포청천의 고향이다. 포청천은 사후 고향인 합비에 묻혔다.  |
| 서성현 | 舒城縣 | 루안 시 수청 현                    | 下   |                                                                       |
| 양현   | 梁縣   | 허페이 시 페이둥 현 양원진(梁园鎭) | 中   | 소흥 32년 효종의 이름을 피해 신현(慎縣)에서 지금의 이름으로 개명했다. |

### 기주(蘄州)
망급주로 군명은 기춘군이고 방어가 파견되었다. 건염초 금나라에 점령되었다가 1135년(소흥 5년) 수복되었다. 1260년(경정 원년), 치소를 용기(龍磯)에 두었다. 숭녕 연간에는 114,097호, 193,116명이 살았다. 모시, 대나무로 짠 돗자리를 공납으로 바쳤다. 5현을 두었다.
| 현명   | 한자   | 대략적 위치                      | 현급                                          | 비고                                                            |
| ------ | ------ | -------------------------------- | --------------------------------------------- | --------------------------------------------------------------- |
| 기춘현 | 蘄春縣 | 황강 시 치춘 현                  | 望                                            | 가희 원년 치소가 되었다가 경정 2년 태화문 바깥에 치소를 두었다. |
| 기수현 | 蘄水縣 | 황강 시 시수이 현                | 望                                            |                                                                 |
| 광제현 | 廣濟縣 | 황강 시 우쉐 시                  | 望                                            |                                                                 |
| 황매현 | 黃梅縣 | 황강 시 황메이 현                | 上                                            |                                                                 |
| 나전현 | 羅田縣 | 황강 시 뤄톈 현 동 대평산충 근처 | 원우 8년 기수현 석교를 나전현으로 승격시켰다. | 원우 8년 기수현 석교를 나전현으로 승격시켰다.                   |

### 안경부(安慶府)
군명은 동안군(同安郡)이고 덕경군절도(德慶軍節度)가 파견되었다. 960년(건륭 원년), 본래 단련이 파견된 본주를 방어로 고쳤고 1115년에 덕경군이라는 군명이 하사되었다. 건염 연간에 서, 기진무사(舒, 蘄鎮撫使)가 설치되었다. 1133년, 서주, 황주, 기주의 3개 주를 강남서로안무사절제(江南西路安撫司節制)에게 맡겼다. 1147년 안경군(安慶軍)으로 군명이 바뀌었다.
1195년(경원 원년), 영종의 이름을 피하면서 안경부로 승격되었다. 1236년(단평 3년), 나찰주(羅刹洲)로 치소를 옮겼다가 또 양착주(楊槎洲)로 옮겨졌다. 1260년, 선성을 개축했다. 과거 연강제에 속했던 곳에 사사(使司)를 두었다. 숭녕 연간에는 128,350호, 341,866명이 살았다. 백술(白術)을 공납으로 바쳤다. 5현을 두었다.
| 현명   | 한자   | 대략적 위치                     | 현급                            |
| ------ | ------ | ------------------------------- | ------------------------------- |
| 회녕현 | 懷寧縣 | 안칭 시 첸산 현                 | 上                              |
| 동성현 | 桐城縣 | 안칭 시 퉁청 시                 | 上                              |
| 숙송현 | 宿松縣 | 안칭 시 쑤쑹 현                 | 上                              |
| 망강현 | 望江縣 | 안칭 시 왕장 현                 | 上                              |
| 태호현 | 太湖縣 | 안칭 시 타이후 현               | 上                              |
| 동안감 | 同安監 | 희녕 8년 설치된 동전제조장이다. | 희녕 8년 설치된 동전제조장이다. |

### 호주(濠州)
상급주로 군명은 종리군이다. 단련이 배치되었다. 건도 초에 수오당(戍藕塘)으로 옮겼다가 1211년(가정 4년) 정원현(定遠縣)을 설치했다. 숭녕 연간에는 64,570호, 153,457명이 살았다. 견직물과 조어(糟魚)를 공납으로 바쳤다. 2현을 두었다.
| 현명   | 한자   | 대략적 위치                     | 현급 |
| ------ | ------ | ------------------------------- | ---- |
| 종리현 | 鐘離縣 | 추저우 시 펑양 현 임회진 동고성 | 望   |
| 정원현 | 定遠縣 | 추저우 시 딩위안 현             | 望   |

### 광주(光州)
상급주로 군명은 익양군이다. 광산군절도(光山軍節度)가 파견되었다. 과거 군사주였으나 선화 원년 군명이 하사되었다. 1158년, 태자 광영(光瑛)의 이름을 피하여 장주(蔣州)로 개명되었다. 1237년(가희 원년) 내란으로 인해 치소가 금강태(金剛台)로 옮겨졌다가 이후 복구되었다. 숭녕 연간에는 12,268호, 156,460명이 살았다. 석두, 갈포를 공납으로 바쳤다. 4현을 두었다.
| 현명   | 한자   | 대략적 위치          | 현급 | 비고                                                              |
| ------ | ------ | -------------------- | ---- | ----------------------------------------------------------------- |
| 정성현 | 定城縣 | 신양 시 황촨 현      | 上   |                                                                   |
| 고시현 | 固始縣 | 신양 시 구스 현      | 望   |                                                                   |
| 광산현 | 光山縣 | 신양 시 광산 현      | 中下 | 태자의 휘로 인해 사우현(期思縣)으로 개명되었다가 이후 복원되었다. |
| 선거현 | 仙居縣 | 신양 시 뤄산 현 동남 | 中下 | 정강의 변 이후 폐지되었다.                                        |

### 황주(黃州)
하급주로 군명은 제안군(齊安郡)이다. 군사가 파견되었다. 건염 시기 연강제치부사사(沿江制置副使司)가 통치했다. 숭녕 연간에는 86,953호, 135,916명이 살았다. 모시, 연교(連翹)를 공납으로 바쳤다. 3현을 두었다.
| 현명   | 한자   | 대략적 위치     | 현급 | 비고                                    |
| ------ | ------ | --------------- | ---- | --------------------------------------- |
| 황강현 | 黃岡縣 | 황강 시         | 望   |                                         |
| 황피현 | 黃陂縣 | 우한시 황피 구  | 上   | 1236년, 청산기(青山磯)에 치소를 두었다. |
| 마성현 | 麻城縣 | 황강 시 마청 시 | 中   | 1236년, 십자산(什子山)에 치소를 옮겼다. |

### 무위군(無爲君)
하급주와 급이 같다. 태평흥국 3년, 여주 소현 무위진에 군을 세우고 소현과 여강현으로 소속시켰다. 건염 2년, 금나라가 들어왔다가 수복되었다. 경정 3년, 소현을 진소군(鎭巢軍)으로 승격시켰다. 숭녕 연간에는 60,138호, 112,199명이 살았다. 견직물을 공납으로 바쳤다. 3현을 두었다.
| 현명   | 한자   | 대략적 위치       | 현급 | 비고 |
| ------ | ------ | ----------------- | ---- | --- |
| 무위현 | 無為縣 | 우후 시 우웨이 현 | 望   | 희녕 3년, 소현과 여강현에서 분리신설했다. |
| 소현   | 巢縣   | 차오후 시         | 望   | 지도 2년, 성곽 아래로 치소를 옮겼다가 1135년 폐지했다. 1136년 복구되었고 1141년 여주에 소속되었다. 1142년 다시 본군으로 이관었다. 1262년, 군으로 승격되었고 연강제치사사(沿江制置使司)가 설치되었다. |
| 여강현 | 廬江縣 | 허페이 시 루장 현 | 望   | 곤산반장(昆山礬場)이 있다. |

1. ↑  《송사》 권88 지리지 4 회남서로